# Buddhistische Zeitrechnung

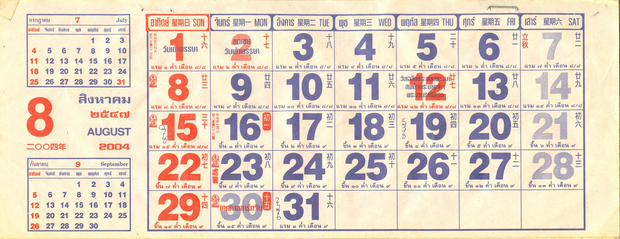
Thailändischer Kalender in Thai, Chinesisch und Englisch

Die buddhistische Zeitrechnung ist eine vor allem in den Ländern des südlichen Buddhismus (Sri Lanka, Myanmar, Thailand etc.) verwendete und mit dem traditionellen Todesjahr des Siddhartha Gautama (544 v. Chr.) beginnende Zeitrechnung: dem Jahr des Parinirvana des Buddha als Jahr 0 BE (Buddhist Era). Nach buddhistischer Tradition wurde er im Jahre 624 v. Chr. geboren und starb 80 Jahre später. Das tatsächliche Jahr des Todes von Buddha ist jedoch unbekannt und auch umstritten.
Das Jahr 2000 (n. Chr.) des gregorianischen Kalenders ist der buddhistischen Zeitrechnung zufolge also das Jahr 2543 BE. In den Publikationen einiger außerasiatischer buddhistischer Gemeinschaften (insbesondere Australien, Europa, USA) finden sich daher häufig zwei Jahresangaben. Nach buddhistische Zeitrechnung (Thailand, Laos) ist somit das Jahr 2025 das Jahr 2568 BE.
Die Abkürzung BBE (Before Buddhist Era) wird für Jahresangaben vor der Buddhistischen Zeitrechnung verwendet (z. B. Geburt des Siddhartha Gautama 80 BBE).
Da es in buddhistischen Ländern sehr unterschiedliche Vorstellungen über Neujahr gibt, kann ein Jahr der buddhistischen Zeitrechnung am 1. Januar, aber auch mit dem ersten Frühlingsneumond (Tet-Fest, chinesisches Neujahr) oder mit dem vierten Vollmond des Mondjahres (Vesakh) oder einem anderen Tag beginnen. Allerdings hat sich seit den 2500-Jahr-Feiern zum Buddha Jayanti Year im Jahr 1956 weltweit meist die buddhistische Zeitrechnung mit Jahresbeginn 1. Januar durchgesetzt, in Thailand sogar schon 1941 (Suriyakati-Kalender).